# متحف دار السي سعيد
متحف دار السي سعيد يقع بمدينة مراكش المغربية. من المنازل التقليدية الفاخرة بمدينة مراكش التي أنشئت في النصف الثاني من القرن التاسع عشر من طرف سعيد بن موسى الذي كان يمارس مهام وزير للحربية في عهد السلطان المولى عبد العزيز كما أنه أخ أحمد بن موسى الشرقي كبير وزراء السلطان آنذاك والمعروف بــ باحماد.
تنتمي المجموعات المتحفية التي يحتضنها متحف دار السي سعيد بمدينة مراكش وكذا مناطق الجنوب خاصة منها مناطق تانسيفت والسوس والأطلس الكبير والصغير وتافيلالت. وتتكون في الغالب من مجموعات خشبية وحلي وفخار وخزف وأسلحة تقليدية ومنسوجات وبعض اللقى الأثرية كما هو الحال بالنسبة لحوض المرمر الذي يرجع تاريخه للقرن الحادي عشر الميلادي.

## وصلات خارجية
- من وزارة الثقافة المغربية